# Codeplan
Companhia de Planejamento do Distrito Federal (Codeplan) é uma empresa estatal brasileira do Distrito Federal, foi criada em 1964, pela Lei nº 4545, de 10 de dezembro de 1964 com o nome de Companhia de Desenvolvimento do Planalto Central.
Iniciou suas atividades em 5 de dezembro de 1966 e manteve essa denominação até o dia 2 de março de 2007, quando, em reunião, a Assembléia Geral dos Acionistas aprovou a reforma de seu Estatuto Social, tendo sua denominação alterada de Companhia de Desenvolvimento do Planalto Central para Companhia de Planejamento do Distrito Federal, permanecendo a sigla Codeplan.

## Histórico
Criada em 1964, pela Lei Federal nº 4.545, de 10.12.1964, inicialmente com a denominação de Companhia do Desenvolvimento do Planalto Central, a Codeplan iniciou suas atividades em 5 de dezembro de 1966 e manteve essa denominação até 2 de março de 2007, quando passou a denominar-se Companhia de Planejamento do Distrito Federal.
Inicialmente dedicada à produção e tratamento de informação de natureza socioeconômica, em 1979 agregou às suas funções atividades na área de processamento de dados para o Governo do Distrito Federal, com a inauguração de seu Centro de Processamento de Dados.
Em 1999, no bojo da reforma administrativa empreendida pelo GDF, passou a atuar mais especificamente na área da tecnologia da informação, ocasião em que abandonou e/ou secundarizou suas atividades típicas de pesquisa e estudos socioeconômicos.
Em 2007, iniciou o processo de retorno às suas atividades originais, mas enfrentando, em 2010, o desgaste de situar-se no epicentro da crise política vivida pelo Distrito Federal.
A partir de 2011 até os dias atuais, a Empresa se reestruturou, por meio do retorno de seus técnicos que estavam cedidos, a retomada de projetos relevantes como a Pesquisa de Emprego e Desemprego (PED/DF), em parceria com o DIEESE, a melhoria de projetos já implantados como a Pesquisa Distrital por Amostra de Domicílios (PDAD/DF), realizada nas 31 Regiões Administrativas do DF, e implementação de novos projetos, como a Pesquisa Metropolitana por Amostra de Domicílios (PMAD) e outros. Reforçou sua missão de pensar as questões voltadas ao Distrito Federal e área de influência, criando fóruns de debates e lançando publicações relacionadas ao tema como a série Texto para Discussão e a revista Brasília em Debate. Esta última teve edição até dezembro de 2018.
Com essas ações, a Companhia reafirmou sua posição de órgão de planejamento, pesquisas e estudos socioeconômicos, contribuindo para o planejamento integrado do Distrito Federal e sua região de influência, constituída por municípios que compõem a RIDE e a AMB – Área Metropolitana de Brasília.
Para o desenvolvimento de suas atribuições, a Codeplan dispõe de uma estrutura administrativa constituída de Presidência; Diretoria de Estudos e Pesquisas Socioeconômicas; Diretoria de Estudos e Políticas Sociais; Diretoria de Estudos Urbanos e Ambientais e Diretoria Administrativa e Financeira.

## Missão, Visão e Valores

### MISSÃO
Gerar conhecimento e inovação para aprimorar as políticas públicas do Governo do Distrito Federal e melhorar as condições de vida da população.

### VISÃO
Ser reconhecida como instituição de excelência na produção de estudos, estatísticas e pesquisas sobre políticas públicas do Distrito Federal e RIDE-DF até 2023.

### VALORES
Valorização dos empregados; Transparência, ética e imparcialidade na elaboração de estudos; Interdisciplinaridade na produção de conhecimento; Estímulo à inovação, pesquisa e desenvolvimento; Parceria com órgãos governamentais e não governamentais; Diálogo com o cidadão.

## Presidente
ATUAL - Jean Lima assumiu o cargo de Presidente da Codeplan em 9 de janeiro de 2019.
Doutor em História Econômica/USP – Universidade de São Paulo, Mestre em História Social e Graduado em História pela UNB – Universidade de Brasília, pesquisa os conflitos trabalhistas e a formação da classe operária no Brasil. Prestou consultoria no âmbito do Governo Federal e para o Terceiro Setor na elaboração de projetos e metodologia de monitoramento e avaliação de políticas públicas.
Tem experiência em docência no ensino superior nas áreas de Metodologia da História, História Contemporânea e, especialmente, em História do Brasil e Formação Econômica do Brasil. Na gestão pública foi o Coordenador-Executivo do Conselho de Desenvolvimento Econômico e Social do DF – CDES/DF, Assessor Especial na Secretaria de Relações Institucionais da Presidência da República e Secretário de Comissão e Assessor de Plenário na Câmara Legislativa do Distrito Federal.

## Diretorias
Para o desenvolvimento de suas atribuições, a Companhia conta com uma estrutura administrativa constituída pela Presidência e quatro diretorias. Sendo elas:
Diretoria Administrativa e Financeira (DIRAF)
Diretora Sônia Gontijo Chagas Gonzaga
Diretoria de Estudos e Pesquisas Socioeconômicas (DIEPS)
Diretora Clarissa Jahns Schlabitz 
Diretoria de Estudos e Políticas Sociais (DIPOS)
Diretora Daienne Amaral Machado 
Diretoria de Estudos Urbanos e Ambientais (DEURA)
Diretora Renata Florentino de Faria Santos

## Trabalhos em destaque

### Boletim Covid 19
Em abril de 2020, a Companhia iniciou a produção do Boletim Codeplan COVID-19, que reuni informações sobre os casos confirmados, projeções, situação de leitos, fluxo de viagens, deslocamento de trabalhadores e estudantes, idosos e atividade econômica. 
Divulgado toda Terça-feira, a iniciativa faz parte de uma série de ações que a instituição vem realizando como integrante do Gabinete Especial de Combate ao Coronavírus, formado exclusivamente para pensar medidas a serem tomadas pelo Governo do Distrito Federal (GDF) no enfrentamento à pandemia.

### Pesquisa de Emprego e Desemprego - PED
Divulgada mensalmente, a PED, tem como objetivo acompanhar e conhecer a realidade socioeconômica da Capital Federal, com foco no mercado de trabalho, publicando dados que sirvam de subsídios para ações públicas que promovam inclusão e elevação de renda. 
Por conta da pandemia da COVID-19, a Companhia vem realizando a pesquisa, desde abril de 2020, por telefone e divulgando via transmissão ao vivo em seu Canal do YouTube.

### Pesquisa Distrital por Amostra de Domicílio - PDAD
Feita em parceria com o Departamento Intersindical de Estatística e Estudos Socioeconômicos (DIEESE), a pesquisa tem como objetivo subsidiar e orientar de forma mais qualificada o planejamento governamental. 
A pesquisa é realizada por amostra de domicílios urbanos (selecionados mediante critérios de probabilidade), em cada uma das 33 Regiões Administrativas da Capital Federal e tem frequência bianual, em conformidade com o Decreto Nº 39.403, de 26 de outubro de 2018, possibilita um acompanhamento longitudinal de diversos indicadores, o que permite um acompanhamento da evolução das condições de vida dos brasilienses.
Será realizada a partir de 5 de maio de 2021, tendo sua última edição em 2018.

### Prêmio Codeplan
Iniciado em 2015, o prêmio tem como objetivo estimular as pesquisas socioeconômicas sobre políticas sociais e urbano-ambientais, áreas-fim da instituição, voltadas para o DF e a Região Integrada de Desenvolvimento do Distrito Federal e Entorno (RIDE).
Anunciado anualmente, são premiados os trabalhos classificados nos dois primeiros lugares e o trabalho na categoria “Jovem Pesquisador”.

## Operação Caixa de Pandora
Em novembro de 2009, a Codeplan foi citada como uma das possíveis envolvidas no esquema de corrupção envolvendo autoridades do Governo do Distrito Federal, inclusive o então governador José Roberto Arruda e o ex-presidente da companhia indicado por José Roberto Arruda e posteriormente governador do Distrito Federal Rogério Rosso, a partir de denúncias de Durval Barbosa averiguadas pela Polícia Federal na Operação Caixa de Pandora.